# 4Q46
4Q46 (auch 4QpaleoDeuts) ist das Fragment einer Lederrolle aus dem späten 3. Jahrhundert v. Chr. Das Fragment wurde in den 1950er Jahren in Höhle 4Q bei Qumran am Toten Meer gefunden und befindet sich heute im Rockefeller Museum in Jerusalem.
Das Fragment stammt vom oberen Rand einer Rolle und enthält Teile aus dem Dtn 26,14–15  in paläohebräischer Schrift. Damit zählt es zu den ältesten erhaltenen Handschriften der Bibel. Der erhaltene Text ist identisch mit dem Masoretischen Text. Im Anschluss an Vers 15 findet sich ein vacat, was mit der masoretischen Setzung einer Setuma übereinstimmt. Bemerkenswert ist weiterhin die Aufteilung von Wörtern am Zeilenende.